# Torneo de Iasi 2024
El torneo Iași Open 2024 fue un torneo de tenis perteneció al ATP Challenger Tour 2024 y a la WTA Tour 2024 en la categoría Challenger 100 y WTA 250. Se trató de la quinta edición para los hombres y tercera para las mujeres, el torneo tuvo lugar en la ciudad de Iasi (Rumania), desde el 8 hasta el 14 de julio de 2024 para los hombres y del 22 hasta el 28 de julio de 2024 para las mujeres pista de tierra batida al aire libre.

## Jugadores participantes del cuadro de individuales
| Preclasificado | País                      | Jugador                   | Rank1 | Posición en el torneo |
| 1              | Bandera de Argentina      | Camilo Ugo Carabelli      | 100   | Segunda ronda         |
| 2              | Bandera de España         | Albert Ramos              | 107   | Primera ronda         |
| 3              | Bandera de Argentina      | Juan Manuel Cerúndolo     | 139   | Segunda ronda         |
| 4              | Bandera de Argentina      | Román Andrés Burruchaga   | 142   | Primera ronda         |
| 5              | Bandera de Estados Unidos | Nicolas Moreno de Alboran | 146   | Primera ronda         |
| 6              | Bandera de Bolivia        | Hugo Dellien              | 171   | CAMPEÓN               |
| 7              | Bandera de Brasil         | Gustavo Heide             | 185   | Primera ronda         |
| 8              | Bandera de Francia        | Enzo Couacaud             | 195   | Semifinales           |

- 1 Se ha tomado en cuenta el ranking del 1 de julio de 2024.

### Otros participantes
Los siguientes jugadores recibieron una invitación (wild card), por lo tanto ingresan directamente al cuadro principal (WC):
- Gabi Adrian Boitan
- Cezar Crețu
- Nicholas David Ionel

Los siguientes jugadores ingresan al cuadro principal tras disputar el cuadro clasificatorio (Q):
- Bogdan Bobrov
- Sebastian Gima
- Alejo Lorenzo Lingua
- Radu Mihai Papoe
- Ilya Snițari
- Michael Vrbenský

### Individuales femenino
| Tenista            | Ranking | Preclasificada |
| Yulia Putintseva   | 29      | 1              |
| Mirra Andreeva     | 30      | 2              |
| Tatjana Maria      | 60      | 3              |
| Laura Siegemund    | 63      | 4              |
| Jaqueline Cristian | 65      | 5              |
| Ana Bogdan         | 66      | 6              |
| Moyuka Uchijima    | 68      | 7              |
| Anna Blinkova      | 71      | 8              |

- Clasificación del 15 de julio de 2024.

### Dobles femenino
| Tenista                               | Ranking | Preclasificadas |
| Anna Danilina Irina Khromacheva       | 94      | 1               |
| Alexandra Panova Yana Sizikova        | 98      | 2               |
| Maia Lumsden Anna Sisková             | 138     | 3               |
| Angelica Moratelli Sabrina Santamaria | 159     | 4               |

## Campeones

### Individual Masculino
- Hugo Dellien derrotó en la final a  Javier Barranco Cosano por 6–1, 6–1

### Dobles Masculino
- Cezar Crețu /  Bogdan Pavel derrotaron en la final a  Karol Drzewiecki /  Piotr Matuszewski por 2–6, 6–2, [10–4]

## Campeonas

### Individual Femenino
- Mirra Andreeva venció a  Elina Avanesyan por 7-5, 5-7, 4-0, ret.

### Dobles Masculino
- Anna Danilina /  Irina Khromacheva vencieron a  Alexandra Panova /  Yana Sizikova por 6-4, 6-2